# Е (племенной союз)
Вэймо (кит. трад. 濊貊, пиньинь wèimò, палл. Вэймо) или Йемэк (кор. 예맥,[jemɛk̚])  — народность, населявшая Маньчжурию и север Корейского полуострова, считаются одними из предков современных корейцев. От соседей-кочевников их отличал оседлый земледельческий образ жизни в укреплённых поселениях. Скорее всего, вэймо состояла из двух племён вэй и мо, проживавших по соседству.

## История
Племя «мо» (貊) от корейского «мэк» или «цзюйли», были известны ещё со времён Хань. Из их земель вывозили отличные луки.
После того как в 108 году до н. э. империя Хань разрушила Древний Чосон и продолжила свою экспансию на полуострове, эти племена, жившие в труднодоступных горах и хорошо воевавшие с использованием луков и примитивных арбалетов, не подчинились Хань, как ранее и Древнему Чосону. Хань удалось подчинить только северную их часть, до того входившую в Древний Чосон: Тонъе. Остальные же сохраняли независимость на протяжении всего периода четырёх ханьских округов.
Позднее в 404 году во время южного завоевательного похода Когурё они были завоёваны Когурё. Но примерно 10 % их территории на Юге (земли на севере провинции Кёнсан-Пукто) вошли в состав Силла.